# Ramthang Chang
Le Ramthang Chang, ou pic Wedge, est un sommet de l'Himalaya dans l'Est du Népal.